# Всё меняется
«Всё меняется» (англ. Things Change) — американский кинофильм, обладатель приза международного кинофестиваля в Венеции. Премьера состоялась 31 августа 1988 года, в Венеции.

## Сюжет
Главный герой фильма — скромный чистильщик обуви, живущий в Чикаго. На него выходит «дон» мафии и предлагает большую сумму денег для того, чтобы Джино взял на себя вину за убийство, совершенное другим гангстером. Джино соглашается в расчете на то, что через 3-5 лет, после выхода из тюрьмы, он сможет купить на эти деньги рыболовецкое судно. Пока Джино готовится к признанию в суде, к нему приставляют Джери — мелкого гангстера, недавно не выполнившего приказ и попавшего в немилость. После непродолжительного нахождения в отеле, где герои изнывают от скуки, Джери решает ещё раз нарушить приказ и отдохнуть вместе с Джино на его последних выходных перед тюрьмой. После прибытия в казино, из-за говорливости Джерри, рассказывающего байки, и гордой молчаливости Джино последнего принимают за успешного и властного мафиози, что приводит к многочисленным трудностям для обоих героев.

## В ролях
- Дон Амичи — Джино
- Джо Мантенья — Джерри
- Роберт Проски — Джозеф Винсент
- Майк Нуссбаум — мистер Грин
- Джей Джей Джонстон — Фрэнки
- Рикки Джей — мистер Сильвер
- Джонатан Кэц — Джеки Шор
- Кларк Грегг — театральный менеджер
- Уильям Х. Мэйси — Билли Дрейк

Актёры, исполнившие роли Джино и Джери, получили приз кубок Вольпи за лучшую мужскую роль венецианского кинофестиваля.